# Towarzysz generał
Towarzysz generał – film dokumentalny Grzegorza Brauna i Roberta Kaczmarka wyprodukowany w 2009, opowiadający o życiu i karierze gen. Wojciecha Jaruzelskiego, ostatniego przywódcy Polskiej Rzeczypospolitej Ludowej i prezydenta RP w latach 1989–1990.
W filmie wypowiadają się politolog John Lenczowski, historycy Lech Kowalski, Piotr Gontarczyk, Sławomir Cenckiewicz, Paweł Wieczorkiewicz, Bogdan Musiał, Andrzej Paczkowski, Marek Jan Chodakiewicz i rosyjski dysydent Władimir Bukowski.
Dokument telewizyjny powstał na kanwie książki Lecha Kowalskiego Generał ze skazą: biografia wojskowa gen. armii Wojciecha Jaruzelskiego.
Był anonsowany przez TVP jako „filmowy portret ostatniego sekretarza KC PZPR (...) film biograficzny przedstawiający postać generała Wojciecha Jaruzelskiego na całej drodze jego zawodowej kariery, przedstawiający nieznane dotąd informacje, które autorzy zdobyli w moskiewskich archiwach radzieckiego wywiadu”.
Film został wyemitowany na antenie TVP1 w dniu 1 lutego 2010, po czym w studio odbyła się debata publicystów. Obejrzało go 3 mln widzów.
Po projekcji protest i krytykę wyraził sam Wojciech Jaruzelski, przedstawiciele partii SLD oraz „Gazeta Wyborcza”. Ponadto zainterweniowały Teresa Torańska i Maria Zmarz-Koczanowicz, autorki filmu pt. Noc z generałem (2001), twierdząc, że produkcja Towarzysz generał zawiera fragmenty ich dzieła, jednak ich protest został odrzucony z uwagi na fakt, że właścicielem obu produkcji jest Telewizja Polska.
Telewizja Polska zablokowała wykorzystanie filmu na zasadzie licencji. W styczniu 2016 nowo mianowany dyrektor TVP Historia, Piotr Gursztyn, podjął decyzję o emisji filmu na antenie tej stacji.
Twórcy filmu Robert Kaczmarek i Grzegorz Braun w 2011 stworzyli kolejny film dokumentalny dotyczący Wojciecha Jaruzelskiego, pt. Towarzysz generał idzie na wojnę (2011).